# Będzimir
Będzimir, Będziemir, Będziemirz, Będomir, Wędziemir – staropolskie imię męskie, złożone z członów Będzie- ("będzie") i -mir ("pokój, spokój, dobro"). Mogło stanowić życzenie pomyślności i pokoju dla narodzonego dziecka.
Będzimir imieniny obchodzi 23 lutego.